# 青羽悠
青羽 悠（あおば ゆう、2000年 - ）は、日本の小説家。

## 経歴
愛知県岩倉市出身。東海高等学校在学中の2016年、伊坂幸太郎の「重力ピエロ」（新潮文庫）に影響されたという小説『星に願いを、そして手を。』で第29回小説すばる新人賞を受賞し、デビューした。なお、同賞の歴代最年少記録を更新した。
京都大学総合人間学部を卒業後同大学大学院総合生存学館に進学。2024年に同大学院を修了し東京で就職している。

## 人物
- 中学・高校時代はジャグリング部に所属していた[7]。

## 作品リスト

### 単行本
- 『星に願いを、そして手を。』（集英社、2017年2月 / 集英社文庫、2019年2月）
- 『凪に溺れる』（PHP研究所、2020年7月 / PHP文芸文庫、2023年5月）
- 『青く滲んだ月の行方』（講談社、2022年7月）
- 『幾千年の声を聞く』（中央公論新社、2022年10月）

### 雑誌掲載
小説
- 「星に願いを、そして手を。抄録」（『小説すばる』2016年12月号、2016年11月発売）
- 「僕らの距離の測り方 前編」（『小説すばる』2017年8月号、2017年7月発売）
- 「僕らの距離の測り方 後編」（『小説すばる』2017年9月号、2017年8月発売）
- 「サイテーな日」（『小説すばる』2019年9月号、2019年8月発売）
- 「相反する春」（『yom yom』2019年10月号、2019年9月発売）
- 「スローアウェイ」（『文芸ラジオ』6号、2020年8月発売）
- 「ポートレート・アウト」（『THE FORWARD』Vol.6、2023年2月発売）

エッセイなど
- 「〈90年代生まれが起こす文学の地殻変動〉アンケート」（『文藝』2020年冬季号、2020年10月発売）
- 「若手作家二人が紡ぐ、「読む音楽」と「聞く小説」の世界」（真下みこととの対談、『小説現代』2021年11月号、同年10月発売）
- 「空港」（『THE FORWARD』Vol.3、2022年5月発売）